# Basshunters diskografi
Basshunters diskografi omfatter fem studiealbums, to opsamlingsalbum, 30 singler, fem promotional singler og 17 musikvideoer.

## Albummer

### Studiealbummer
| The Bassmachine - Udgivet: 25. august 2004 - Pladeselskab: Alex Music - Formater: CD, digital download                   | —  | —  | —  | —  | —  | —  | —  | —  | — | —  |                                        |                                                         |
| LOL <(^^,)> - Udgivet: 28. august 2006 - Pladeselskab: Warner Music Sweden - Formater: CD, digital download              | 5  | 12 | 3  | 82 | 4  | 51 | —  | 19 | — | —  | - DEN: 2× Platin - FIN: Platin         | - DEN: 40.000 - FIN: 33.365 - FRA: 11.020               |
| Now You're Gone - The Album - Udgivet: 14. juli 2008 - Pladeselskab: Hard2Beat - Formater: CD, CD+DVD, digital download  | 38 | 17 | —  | 6  | 35 | 36 | 2  | —  | 1 | 1  | - UK: Platin - NZL: Platin - DEN: Guld | - UK: 376.017 - NZL: 20.000+ - DEN: 10.000 - FRA: 9.900 |
| Bass Generation - Udgivet: 25. september 2009 - Pladeselskab: Warner Music Sweden - Formater: CD, 2×CD, digital download | —  | —  | 39 | 58 | —  | 41 | 16 | —  | 2 | 16 | - UK: Silver                           | - UK: 60.000                                            |
| Calling Time - Udgivet: 13. maj 2013 - Pladeselskab: Gallo Record Company - Formater: CD, digital download               | —  | —  | —  | —  | —  | —  | —  | —  | — | —  |                                        |                                                         |
| "—" nåede ikke hitlisterne.                                                                                              |    |    |    |    |    |    |    |    |   |    |                                        |                                                         |

### Opsamlingsalbumer
| Albumdetaljer |
| --- |
| The Old Shit - Udgivet: 2006 - Formater: Digital download                                                           |
| The Early Bedroom Sessions - Udgivet: 3. december 2012 - Pladeselskab: Rush Hour - Formater: 2×CD, digital download |

## Singler

### Som primær kunstner
| År                          | Titel                                                | Højeste hitlisteplacering | Højeste hitlisteplacering | Højeste hitlisteplacering | Højeste hitlisteplacering | Højeste hitlisteplacering | Højeste hitlisteplacering | Højeste hitlisteplacering | Højeste hitlisteplacering | Højeste hitlisteplacering | Højeste hitlisteplacering | Certificeringer                            | Album                       |
| År                          | Titel                                                | SWE                       | AUT                       | DEN                       | FIN                       | GER                       | IRL                       | NLD                       | NOR                       | NZL                       | UK                        | Certificeringer                            | Album                       |
| --------------------------- | ---------------------------------------------------- | ------------------------- | ------------------------- | ------------------------- | ------------------------- | ------------------------- | ------------------------- | ------------------------- | ------------------------- | ------------------------- | ------------------------- | ------------------------------------------ | --------------------------- |
| 2004                        | "The Big Show"                                       | —                         | —                         | —                         | —                         | —                         | —                         | —                         | —                         | —                         | —                         |                                            | The Bassmachine             |
| 2006                        | "Welcome to Rainbow"                                 | —                         | —                         | —                         | —                         | —                         | —                         | —                         | —                         | —                         | —                         |                                            | Ikke-album single           |
| 2006                        | "Boten Anna"                                         | 1                         | 2                         | 1                         | 4                         | 9                         | —                         | 2                         | 3                         | —                         | —                         | - DEN: 3× Platin - SWE: Platin - AUT: Guld | LOL <(^^,)>                 |
| 2006                        | "Vi sitter i Ventrilo och spelar DotA"               | 6                         | 18                        | 7                         | 2                         | 33                        | 49                        | 9                         | 7                         | —                         | —                         | - DEN: Guld                                | LOL <(^^,)>                 |
| 2006                        | "Jingle Bells"                                       | 13                        | —                         | —                         | —                         | —                         | —                         | 31                        | 9                         | —                         | 35                        |                                            | LOL <(^^,)>                 |
| 2006                        | "Vifta med händerna" (vs. Patrik & Lillen)           | 25                        | —                         | —                         | 7                         | —                         | —                         | —                         | —                         | —                         | —                         |                                            | LOL <(^^,)>                 |
| 2007                        | "DotA"                                               | —                         | —                         | —                         | —                         | 30                        | —                         | —                         | —                         | —                         | —                         |                                            | Ikke-album single           |
| 2007                        | "Now You're Gone" (feat. DJ Mental Theo's Bazzheadz) | 2                         | 14                        | 14                        | 8                         | 18                        | 1                         | —                         | 10                        | 3                         | 1                         | - DEN: Guld - UK: Platin - NZL: Platin     | Now You're Gone - The Album |
| 2008                        | "Please Don't Go"                                    | 6                         | —                         | —                         | —                         | —                         | —                         | —                         | —                         | —                         | —                         |                                            | Now You're Gone - The Album |
| 2008                        | "All I Ever Wanted"                                  | 58                        | 15                        | —                         | —                         | 35                        | 1                         | —                         | 3                         | 17                        | 2                         | - DEN: Guld - NZL: Guld - UK: Guld         | Now You're Gone - The Album |
| 2008                        | "Angel in the Night"                                 | 50                        | —                         | —                         | —                         | —                         | 10                        | —                         | —                         | —                         | 14                        | - UK: Silver                               | Now You're Gone - The Album |
| 2008                        | "Russia Privjet (Hardlanger Remix)"                  | —                         | —                         | —                         | —                         | —                         | —                         | —                         | —                         | —                         | —                         |                                            | Now You're Gone - The Album |
| 2008                        | "I Miss You"                                         | 45                        | —                         | —                         | —                         | 70                        | —                         | —                         | —                         | —                         | 32                        |                                            | Now You're Gone - The Album |
| 2009                        | "Walk on Water"                                      | —                         | —                         | —                         | —                         | —                         | —                         | —                         | —                         | —                         | 76                        |                                            | Now You're Gone - The Album |
| 2009                        | "Al final" (feat. Dani Mata)                         | —                         | —                         | —                         | —                         | —                         | —                         | —                         | —                         | —                         | —                         |                                            | Ikke-album single           |
| 2009                        | "Every Morning"                                      | 13                        | —                         | —                         | —                         | 76                        | 17                        | —                         | —                         | 14                        | 17                        |                                            | Bass Generation             |
| 2009                        | "I Promised Myself"                                  | —                         | —                         | —                         | —                         | —                         | —                         | —                         | —                         | —                         | 94                        |                                            | Bass Generation             |
| 2010                        | "Saturday"                                           | —                         | —                         | —                         | —                         | —                         | 37                        | —                         | —                         | 14                        | 21                        | - NZL: Guld                                | Calling Time                |
| 2011                        | "Fest i hela huset" (vs. Big Brother)                | 5                         | —                         | —                         | —                         | —                         | —                         | —                         | —                         | —                         | —                         |                                            | Calling Time                |
| 2012                        | "Northern Light"                                     | —                         | —                         | —                         | —                         | —                         | —                         | —                         | —                         | —                         | —                         |                                            | Calling Time                |
| 2012                        | "Dream on the Dancefloor"                            | —                         | —                         | —                         | —                         | —                         | —                         | —                         | —                         | —                         | —                         |                                            | Calling Time                |
| 2013                        | "Crash & Burn"                                       | —                         | —                         | —                         | —                         | —                         | —                         | —                         | —                         | —                         | —                         |                                            | Calling Time                |
| 2013                        | "Calling Time"                                       | —                         | —                         | —                         | —                         | —                         | —                         | —                         | —                         | —                         | —                         |                                            | Calling Time                |
| 2013                        | "Elinor"                                             | —                         | —                         | —                         | —                         | —                         | —                         | —                         | —                         | —                         | —                         |                                            | Ikke-album single           |
| 2018                        | "Masterpiece"                                        | —                         | —                         | —                         | —                         | —                         | —                         | —                         | —                         | —                         | —                         |                                            | Ikke-album single           |
| 2019                        | "Home"                                               | —                         | —                         | —                         | —                         | —                         | —                         | —                         | —                         | —                         | —                         |                                            | Ikke-album single           |
| 2020                        | "Angels Ain't Listening"                             | —                         | —                         | —                         | —                         | —                         | —                         | —                         | —                         | —                         | —                         |                                            | Ikke-album single           |
| 2021                        | "Life Speaks to Me"                                  | —                         | —                         | —                         | —                         | —                         | —                         | —                         | —                         | —                         | —                         |                                            | Ikke-album single           |
| 2022                        | "End the Lies" (& Alien Cut)                         | —                         | —                         | —                         | —                         | —                         | —                         | —                         | —                         | —                         | —                         |                                            | Ikke-album single           |
| 2023                        | "Ingen kan slå (Boten Anna)" (x Victor Leksell)      | 4                         | —                         | —                         | —                         | —                         | —                         | —                         | —                         | —                         | —                         |                                            | Ikke-album single           |
| "—" nåede ikke hitlisterne. |                                                      |                           |                           |                           |                           |                           |                           |                           |                           |                           |                           |                                            |                             |

### Promotional singler
| År   | Titel                           | Album                      |
| ---- | ------------------------------- | -------------------------- |
| 2004 | "Syndrome de Abstenencia"       | The Bassmachine            |
| 2005 | "Wacco Will Kick Your Ass"      | The Early Bedroom Sessions |
| 2007 | "I Can Walk on Water I Can Fly" | Ikke-album single          |
| 2007 | "Russia Privjet"                | LOL <(^^,)>                |
| 2008 | "Megamix"                       | Ikke-album single          |

## Musikvideoer
| År   | Titel                                  | Instruktør                       | Ref.   |
| ---- | -------------------------------------- | -------------------------------- | ------ |
| 2006 | "Boten Anna"                           | Carl-Johan Westregård Kim Parrot | [ 35 ] |
| 2006 | "Vi sitter i Ventrilo och spelar DotA" | Carl-Johan Westregård Kim Parrot | [ 36 ] |
| 2006 | "Vifta med händerna"                   | N/A                              | [ 37 ] |
| 2007 | "DotA"                                 | N/A                              | [ 38 ] |
| 2007 | "Now You're Gone"                      | Alex Herron                      | [ 39 ] |
| 2008 | "All I Ever Wanted"                    | Alex Herron                      | [ 40 ] |
| 2008 | "Angel in the Night"                   | Alex Herron                      | [ 41 ] |
| 2008 | "I Miss You"                           | Alex Herron                      | [ 42 ] |
| 2009 | "Walk on Water"                        | N/A                              | [ 43 ] |
| 2009 | "Every Morning"                        | Alex Herron                      | [ 44 ] |
| 2009 | "I Promised Myself"                    | Alex Herron                      | [ 45 ] |
| 2010 | "Saturday"                             | Alex Herron                      | [ 46 ] |
| 2012 | "Northern Light"                       | Alex Herron                      | [ 47 ] |
| 2012 | "Dream on the Dancefloor"              | Gareth Evans                     | [ 48 ] |
| 2013 | "Crash & Burn"                         | Farzad Bayat                     | [ 49 ] |
| 2013 | "Calling Time"                         | Gareth Evans                     | [ 50 ] |